# Epitola falkensteinii
Epitola falkensteinii är en fjärilsart som beskrevs av Herman Dewitz 1879. Epitola falkensteinii ingår i släktet Epitola och familjen juvelvingar. Inga underarter finns listade i Catalogue of Life.